# Royalston (Massachusetts)
Royalston es un pueblo ubicado en el condado de Worcester en el estado estadounidense de Massachusetts. En el Censo de 2010 tenía una población de 1.258 habitantes y una densidad poblacional de 11,43 personas por km².

## Geografía
Royalston se encuentra ubicado en las coordenadas 42°41′20″N 72°11′7″O / 42.68889, -72.18528. Según la Oficina del Censo de los Estados Unidos, Royalston tiene una superficie total de 110.07 km², de la cual 108.25 km² corresponden a tierra firme y (1.66%) 1.83 km² es agua.

## Demografía
Según el censo de 2010, había 1.258 personas residiendo en Royalston. La densidad de población era de 11,43 hab./km². De los 1.258 habitantes, Royalston estaba compuesto por el 96.9% blancos, el 0.56% eran afroamericanos, el 0.72% eran amerindios, el 0.72% eran asiáticos, el 0% eran isleños del Pacífico, el 0.32% eran de otras razas y el 0.79% pertenecían a dos o más razas. Del total de la población el 2.62% eran hispanos o latinos de cualquier raza.